# Eleccions presidencials de l'Uruguai de 2009
Les eleccions presidencials de l'Uruguai de 2009 es van celebrar el diumenge 25 d'octubre del 2009, després d'haver-se realitzat unes eleccions internes el juny del mateix any, amb l'objectiu d'escollir els candidats oficials i definitius a la presidència de la República Oriental de l'Uruguai pels seus respectius partits polítics.
Les eleccions internes (o primàries) es van incloure amb la reforma constitucional del 1997, on es feia necessària la seva celebració abans de les eleccions nacionals d'octubre, on només poden ésser candidats presidencials els polítics més votats del seu partit. Després de la victòria de l'esquerra en les eleccions passades, el país va viure un moment històric, ja que sempre havia estat governat per partits tradicionals del centre i de la dreta.
El partit amb més previsió de vot va ser el governant Front Ampli, seguit del dretà Partit Nacional. D'altra banda, el Partit Colorado no supera el 10% de suport, segons les darreres enquestes publicades.
En no obtenir la majoria absoluta dels vots (51%) cap dels candidats, es va passar a una segona volta celebrada el diumenge 29 de novembre, on va resultar guanyadora la fórmula presidencial de la coalició política esquerrana del Front Ampli, integrada per José Mujica i Danilo Astori.

## Candidats

### José Mujica (Front Ampli)

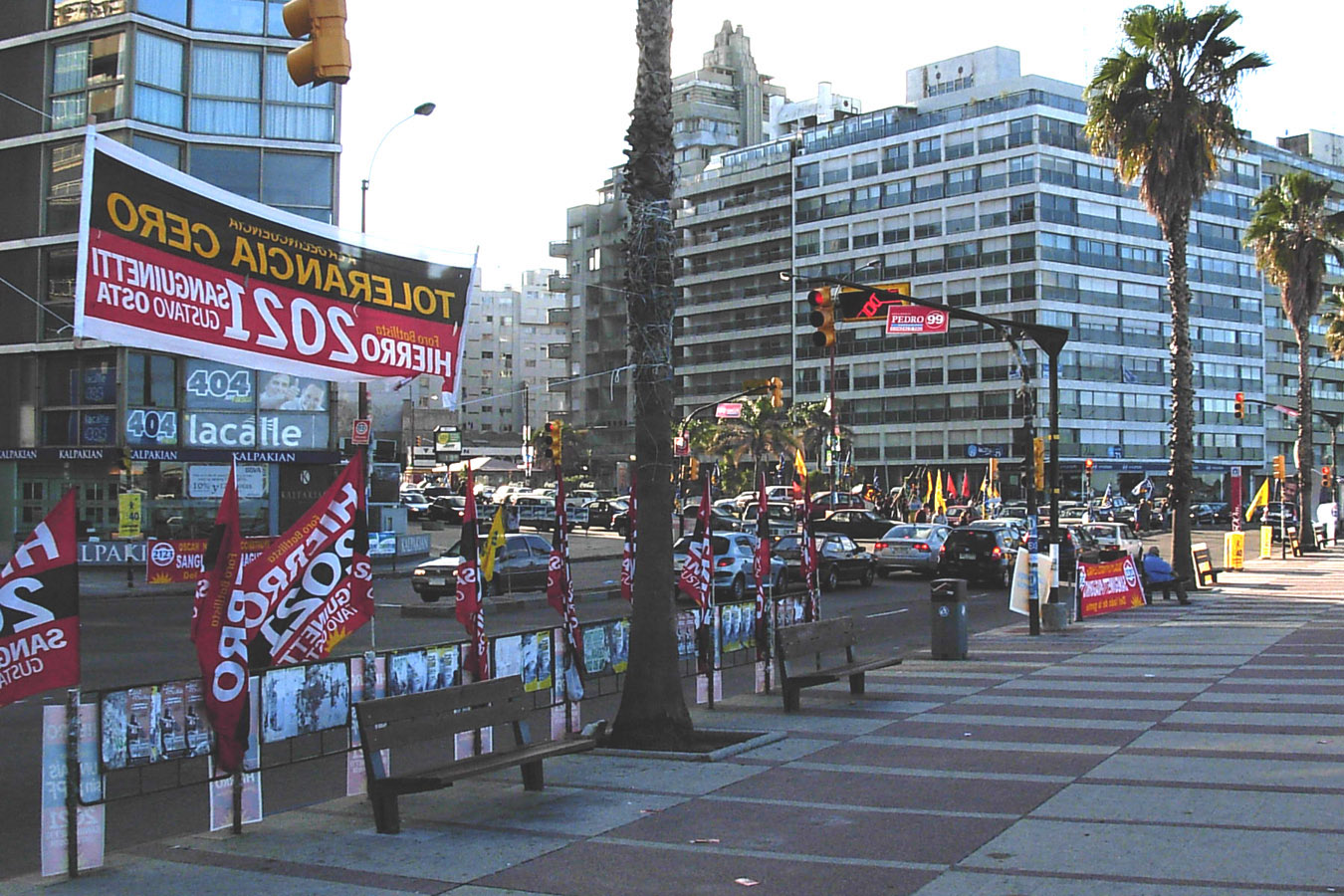
Campanya electoral a La Rambla de Montevideo.

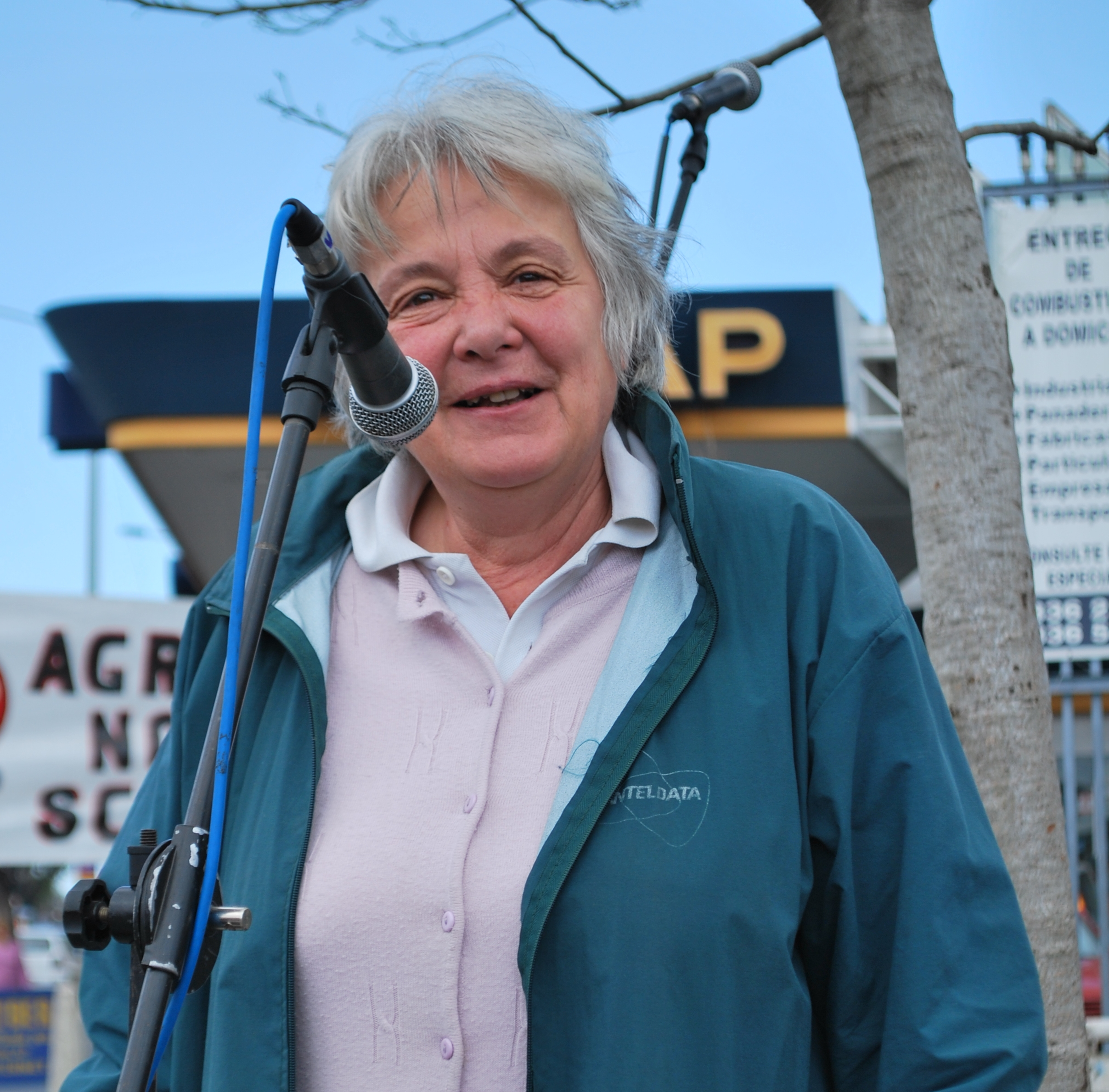
L'esposa de Mujica, la senadora Lucía Topolansky en campanya, setembre de 2009.

El president Tabaré Vázquez ha estat un dels líders uruguaians més carismàtics de l'última dècada. Va triomfar en les eleccions del 2004, convertint-se en el primer president esquerrà de l'Uruguai. En assumir el càrrec, l'1 de març del 2005, va nomenar a José Alberto Mujica Cordano (MPP) com a ministre de Ramaderia, Agricultura i Pesca. L'exguerriller tupamaro, revolucionari i opositor al cop d'Estat de 1973 i a la dictadura militar, va acceptar el càrrec però ho va deixar tres anys després, el 2008, per assumir-ne com a senador i presentar-se com a nou candidat a la presidència del país, després que Vázquez rebutgés una proposta de plebiscit que buscava reformar la llei perquè així pogués ser reelegit president per a un període de cinc anys més.
Conjuntament amb la candidatura de Mujica, es van proposar les de Danilo Astori, ministre d'Economia i Finances, i Marcos Carámbula, exintendent de Canelones. No obstant això, en acabar les eleccions internes de juny, Mujica va ser l'únic candidat que va assolir el suport majoritari per part dels votants del seu partit. Poc després, va anunciar que el seu company de fórmula seria Danilo Astori, el qual, en cas de ser elegit Mujica, seria considerat de forma immediata com a vicepresident.
Mujica és un home rural, carismàtic, d'orígens humils i considerat un heroi en les classes socials més baixes, on té molts adeptes. Pertany al sector més radical de l'esquerra, a diferència de Vázquez, que forma part del sector moderat del Front Ampli. Mujica no té estudis i no és amic de les formalitats, el que de vegades li ha suposat moltes crítiques per part dels partits de l'oposició i del seu propi partit polític. Els seus discursos són polèmics i, en moltes ocasions, fins i tot no són compartits per la gent del seu partit.
Entre les principals crítiques que se li han fet destaquen la seva condició de guerriller i revolucionari, la seva presumpta falta d'educació, formalitat i respecte, la poca elaboració dels seus discursos i el seu estat físic. Els partits de l'oposició i alguns sectors del Front Ampli no el consideren apte ni preparat per assumir la presidència del país en cas de ser elegit president. El mateix Mujica va reconèixer, davant la premsa, que era possible que "no vulgui ser president". Sempre tan polèmic, va haver de disculpar-se pels seus comentaris aparentment despectius cap a l'Argentina, amb paraules del tipus que el país veí tenia "reaccions d'histèric".
| Eleccions internes del Front Ampli |         |             |
| Candidat                           | Vots    | Percentatge |
| José Mujica                        | 225.294 | 52,04%      |
| Danilo Astori                      | 171.784 | 39,68%      |
| Marcos Carámbula                   | 35.866  | 8,28%       |
| Total FA                           | 432.944 |             |

Pel que fa a la seva participació en l'àmbit internacional, Mujica i el seu company de fórmula, Danilo Astori, van elaborar una meticulosa campanya política per l'Argentina, Xile i Brasil, amb l'objectiu de captivar la simpatia dels mandataris d'aquests països, amb governs esquerrans i progressistes. Per aquest motiu, els seus detractors qualifiquen la seva actitud de submisa als interessos dels països més grans de la regió. També s'ha comparat a Mujica amb el president veneçolà Hugo Chávez, sobretot pel seu menyspreu a l'imperialisme nord-americà, amb el seu homòleg brasiler, Luiz Inácio Lula da Silva, i amb Adolf Hitler.

### Luis Alberto Lacalle (Partit Nacional)
El Partit Nacional ha estat sempre el partit de l'oposició dels corrents polítics de centre, de centreesquerra i d'esquerra. D'orígens tradicionals i conservadors, el partit dretà ha governat el país, al costat del Partit Colorado, des de gairebé tota la seva vida sobirana. Els "blancos" van fer servir la figura de Luis Alberto de Herrera i d'altres cabdills històrics com a Manuel Oribe, fundador del partit; Aparicio Saravia, opositor al Partit Colorado; i, més recentment, la figura de Wilson Ferreira Aldunate. En aquesta oportunitat, el net del carismàtic Herrera, l'expresident Luis Alberto Lacalle, es torna a presentar com a candidat a la presidència del país pel seu partit, després de derrotar en les eleccions internes de juny al seu actual company de fórmula, el també nacionalista Jorge Washington Larrañaga Fraga.
Lacalle havia guanyat en les eleccions generals de 1989, amb el 22,57% dels vots, succeint al primer president del període democràtic, el centredretà Julio María Sanguinetti Coirolo. En assumir el càrrec de president l'1 de març de 1990, Lacalle va dur a terme plans proteccionistes. El 1999 es va tornar a presentar com a candidat a la presidència pel seu partit, però va sortir en tercer lloc i es va veure obligat a signar un pacte amb el Partit Colorado, pel qual els membres d'ambdós partits donarien suport a la candidatura de Jorge Batlle Ibáñez, en una coalició formada per interessos comuns. El 2004 també es va postular com a precandidat presidencial, però va ser derrotat per Larrañaga durant les eleccions internes de juny d'aquell any.
De professió advocat, Lacalle (UNA) va formar part de la fundació del Mercosur, òrgan comercial del qual també es va mostrar crític i força escèptic en algunes ocasions. També és coneguda la seva oposició a la gestió de Vázquez i el seu recel polític cap a Mujica, a qui ha criticat durament al llarg de la seva campanya presidencial. No obstant això, va reconèixer i va lloar el rebuig de Vázquez a l'aprovació de la llei de l'avortament, així com la presentació del pla Ceibal, pel qual tots els nens del país tindrien accés, com a mínim, a un ordinador portàtil.
Entre les principals crítiques que se li han fet destaquen la seva malversació de fons, sospites de corrupció política, frau econòmic i un conservadorisme polític que li ha dut a donar suport a l'església catòlica i a oposar-se als col·lectius liberals, com les unions civils entre homosexuals o l'adopció de menors per part de parelles del mateix sexe. La seva crítica a la llei que permet legalitzar l'avortament i la seva rotunda oposició al pla econòmic del govern de Vázquez, li han suposat enemics i detractors.
| Eleccions internes del Partit Nacional |         |             |
| Candidat                               | Vots    | Percentatge |
| Luis Alberto Lacalle                   | 274.959 | 57,13%      |
| Jorge Larrañaga                        | 206.034 | 42,81%      |
| Irineu Correa                          | 302     | 0,06%       |
| Total PN                               | 481.295 |             |

Les seves principals propostes de govern giren entorn de la renovació i modernització del nord del país, una zona relativament pobra i poc desenvolupada en comparació amb el litoral sud; inversió pressupostària; augment de la jubilació per als adults majors, i transparència política. Lacalle ha declarat que els anys transcorreguts li han fet guanyar experiència, que ha "madurat" i que ser president és "la seva vida". També ha defensat la transparència bancària de l'Uruguai i ha declarat, en reunions internacionals, que el país "no és un paradís fiscal". La seva campanya política s'ha centrat en l'interior del país però també en països com l'Argentina, on va mantenir reunions amb la premsa i amb polítics dretans i conservadors, com l'expresident del govern espanyol José María Aznar.

### Pedro Bordaberry (Partit Colorado)

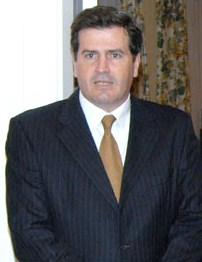
Pedro Bordaberry.

El Partit Colorado és el partit històric de l'Uruguai, fundat el 1836, i l'únic partit polític que ha governat el país durant més temps. No obstant això, des del 2000 el partit ha entrat en crisi, sobretot a conseqüència de l'aliança amb l'adversari històric, el Partit Nacional, per tal d'evitar que el Front Ampli arribés al poder. Tanmateix, la crisi política i econòmica del 2002 a l'Argentina, la qual també va afectar l'Uruguai, i les precipitades resolucions del govern de Batlle, van provocar la renúncia dels ministres del PN i la creixent desconfiança del poble uruguaià cap al Partit Colorado.
En les eleccions del 2004, el candidat del partit, Guillermo Stirling, ni tan sols va arribar al 15% de suport per part dels votants. Amb la necessitat d'una renovació urgent i eficaç, distanciada del tradicional batllisme, el senador Pedro Bordaberry, al costat d'altres polítics del partit, va crear el sector Vamos Uruguay. El fill de l'exdictador Juan María Bordaberry Arocena, va aconseguir una àmplia victòria sobre els altres precandidats del partit, com a, per exemple, José Gerardo Amorín Batlle, nebot de l'expresident Jorge Batlle.
Bordaberry es va apartar dels sectors tradicionals del seu partit i va crear un moviment innovador, liberal i centrista. Els seus detractors critiquen el fet d'ésser fill de l'exdictador que va governar el país durant el començament dels anys 1970, però es defensa argumentant que, a diferència dels seus rivals polítics, a ell no se li pot "culpar pels errors del passat". També es manté la desconfiança cap al partit per les últimes decepcions polítiques, l'infame record de la fallida i recent presidència de Batlle, etcètera.
| Eleccions internes del Partit Colorado |         |             |
| Candidat                               | Vots    | Percentatge |
| Pedro Bordaberry                       | 90.849  | 72,23%      |
| José Gerardo Amorín Batlle             | 18.540  | 14,74%      |
| Luis Antonio Hierro López              | 14.973  | 11,91%      |
| Daniel Lamas                           | 1.293   | 1,03%       |
| Pedro José Etchegaray                  | 56      | 0,04%       |
| Eisenhower Cardoso                     | 49      | 0,03%       |
| Total PC                               | 125.760 |             |

El candidat també ha declarat recentment que, en cas de perdre en les eleccions d'octubre, s'encarregarà que els vots del seu partit no vagin per al candidat nacionalista Lacalle, per la qual cosa, en principi, ha negat l'interès del seu partit per crear una possible coalició amb el Partit Nacional.

### Altres candidats
El Partit Independent, de tendència centrista, no té cap consistència parlamentària. El seu candidat, com a les eleccions del 2004, torna a ser el senador Pablo Mieres, acompanyat pel diputat Iván Posada. Entre altres candidats, destaquen l'esquerrà radical Raúl Rodríguez Leles da Silva, per l'Assemblea Popular.
Altres candidatures de partits històrics i recents, han estat negades per no reunir consens suficient. És el cas del Partit dels Treballadors (PT) i dels més nous: Partit dels Quatre Punts Cardinals i Partit COMUNA.

## Resultats de les eleccions internes
| Suma dels vots de cada candidat sobre la base del partit |           |                     |
| Partit                                                   | Vots      | Percentatge         |
| Partit Nacional                                          | 491.862   | 45,97%              |
| Front Ampli                                              | 441.043   | 41,22%              |
| Partit Colorado                                          | 128.523   | 12,01%              |
| Assemblea Popular                                        | 4.173     | 0,39%               |
| Partit Independent                                       | 3.417     | 0,32%               |
| Partit dels Treballadors                                 | 366       | 0,03%               |
| Partit Quatre Punts Cardinals                            | 282       | 0,03%               |
| Partit COMUNA                                            | 266       | 0,02%               |
| Total de vots emesos                                     | 1.069.932 | 100,00%             |
| Total electorat                                          | 2.584.220 | 44,80% participació |

## Sondeig
| Sondeig         | Data                 | José Alberto Mujica Cordano | Luis Alberto Lacalle | Juan Pedro Bordaberry Herrán | Pablo Mieres | NS/NC/NN |
| --------------- | -------------------- | --------------------------- | -------------------- | ---------------------------- | ------------ | -------- |
| Interconsult    | 20 de juliol, 2009   | 42,0%                       | 36,0%                | 10,0%                        | 2,0%         | 10,0%    |
| MPC Consultores | Juny-juliol, 2009    | 32,8%                       | 33,4%                | 11,6%                        | 2,0%         | 20,0%    |
| Factum          | 31 de juliol, 2009   | 45,0%                       | 38,0%                | 9,0%                         | 1,0%         | 7,0%     |
| Cifra           | 1 d'agost, 2009      | 44,0%                       | 36,0%                | 10,0%                        | 2,0%         | 8,0%     |
| Equipos Mori    | 4 d'agost, 2009      | 44,0%                       | 34,0%                | 11,0%                        | 1,0%         | 10,0%    |
| Factum          | 4 de setembre, 2009  | 46,0%                       | 34,0%                | 10,0%                        | 2,0%         | 8,0%     |
| Cifra           | 9 de setembre, 2009  | 45,0%                       | 32,0%                | 10,0%                        | 2,0%         | 11,0%    |
| Factum          | 25 de setembre, 2009 | 44,0%                       | 32,0%                | 11,0%                        | 2,0%         | 11,0%    |

### Sondeig pre-internes
Els primers sondejos publicats el 2007 en relació amb les eleccions presidencials i parlamentàries del 2009, donaven un petit avantatge del Front Ampli sobre el Partit Nacional. El 2008 aquest avantatge es va reduir al 5%. Les distàncies van tornar a ser notòries al començament del 2009, on la diferència del Front Ampli sobre el Partit Nacional va ser del 10%, i entre 1 i 2% sobre la resta dels partits de l'oposició (Partit Colorado, etc.). El PC continuava amb baixes intencions de vot.
| Sondeig                         | Data               | Candidat FA | Candidat PN | Candidat PC | NS/NC/NN |
| ------------------------------- | ------------------ | ----------- | ----------- | ----------- | -------- |
| Factum                          | Setembre 2007      | 47,0%       | 31,0%       | 9,0%        | 13,0%    |
| Factum                          | Desembre 2007      | 44,0%       | 34,0%       | 9,0%        | 13,0%    |
| Factum                          | Març 2008          | 42,0%       | 35,0%       | 8,0%        | 15,0%    |
| Cifra González Raga & Asociados | Maig 2008          | 40,0%       | 32,0%       | 8,0%        | 20,0%    |
| Equipos Mori                    | Juny 2008          | 34,0%       | 32,3%       | 13,3%       | 20,4%    |
| Factum                          | Juny 2008          | 46,0%       | 34,0%       | 9,0%        | 11,0%    |
| Cifra González Raga & Asociados | Agost 2008         | 42,0%       | 35,0%       | 7,0%        | 16,0%    |
| Cifra González Raga & Asociados | Setembre 2008      | 45,0%       | 36,0%       | 9,0%        | 10,0%    |
| Radar                           | Octubre 2008       | 40,0%       | 34,0%       | 8,0%        | 18,0%    |
| Cifra González Raga & Asociados | Octubre 2008       | 43,0%       | 37,0%       | 9,0%        | 11,0%    |
| Cifra González Raga & Asociados | Novembre 2008      | 41,0%       | 36,0%       | 9,0%        | 14,0%    |
| Interoconsult                   | Novembre 2008      | 39,0%       | 30,0%       | 9,0%        | 22,0%    |
| Interconsult                    | Desembre 2008      | 41,0%       | 36,0%       | 9,0%        | 14,0%    |
| Espectador                      | Desembre 2008      | 42,0%       | 37,0%       | 9,0%        | 12,0%    |
| Ipsos                           | Desembre 2008      | 40,0%       | 27,0%       | 4,0%        | 29,0%    |
| Cifra González Raga & Asociados | 9 de març, 2009    | 43,0%       | 38,0%       | 7,0%        | 12,0%    |
| Factum                          | 20 de març, 2009   | 45,0%       | 35,0%       | 8,0%        | 13,0%    |
| Interconsult                    | 23 de març, 2009   | 42,0%       | 37,0%       | 7,0%        | 14,0%    |
| Radar                           | 31 de març, 2009   | 45,5%       | 31,4%       | 7,7%        | 15,4%    |
| Cifra González Raga & Asociados | 16 d'abril, 2009   | 45,0%       | 35,0%       | 7,0%        | 13,0%    |
| Interconsult                    | 30 d'abril, 2009   | 43,0%       | 35,0%       | 8,0%        | 14,0%    |
| Equipos Mori                    | 7 de maig, 2009    | 44,0%       | 35,0%       | 8,0%        | 13,0%    |
| Cifra González Raga & Asociados | 17 de maig, 2009   | 43,0%       | 38,0%       | 7,0%        | 12,0%    |
| Interconsult                    | 24 de maig, 2009   | 43,0%       | 35,0%       | 7,0%        | 15,0%    |
| Equipos Mori                    | 4 de juny, 2009    | 44,0%       | 34,0%       | 8,0%        | 14,0%    |
| Radar                           | 6 de juny, 2009    | 46,7%       | 31,6%       | 7,7%        | 14,0%    |
| Cifra                           | 12 de juny, 2009   | 43,0%       | 39,0%       | 8,0%        | 10,0%    |
| Factum                          | 11 de juliol, 2009 | 46,0%       | 39,0%       | 10,0%       | 5,0%     |

### Segona volta
| Sondeig          | Data             | Candidat FA    | Candidat FA | Candidat PN | Candidat PN          | NS/NC/NN |
| ---------------- | ---------------- | -------------- | ----------- | ----------- | -------------------- | -------- |
| Espectador       | 5-des-2008       | Danilo Astori  | 48,0%       | 48,0%       | Jorge Larrañaga      | 4,0%     |
| Espectador       | 5-des-2008       | Danilo Astori  | 50,0%       | 44,0%       | Luis Alberto Lacalle | 6,0%     |
| Espectador       | 5-des-2008       | José Mujica    | 48,0%       | 48,0%       | Jorge Larrañaga      | 4,0%     |
| Espectador       | 5-des-2008       | José Mujica    | 50,0%       | 45,0%       | Luis Alberto Lacalle | 5,0%     |
| Espectador       | 5-des-2008       | Tabaré Vázquez | 46,0%       | 49,0%       | Jorge Larrañaga      | 5,0%     |
| Espectador       | 5-des-2008       | Tabaré Vázquez | 49,0%       | 45,0%       | Luis Alberto Lacalle | 6,0%     |
| Ipsos            | 12-des-2008      | Danilo Astori  | 50,0%       | 37,0%       | Jorge Larrañaga      | 13,0%    |
| Ipsos            | 12-des-2008      | Danilo Astori  | 49,0%       | 38,0%       | Luis Alberto Lacalle | 13,0%    |
| Ipsos            | 12-des-2008      | José Mujica    | 48,0%       | 41,0%       | Jorge Larrañaga      | 11,0%    |
| Ipsos            | 12-des-2008      | José Mujica    | 51,0%       | 38,0%       | Luis Alberto Lacalle | 11,0%    |
| Últimas Noticias | 3-mar-2009       | Danilo Astori  | 45,0%       | 42,0%       | Jorge Larrañaga      | 13,0%    |
| Últimas Noticias | 3-mar-2009       | Danilo Astori  | 46,0%       | 39,0%       | Luis Alberto Lacalle | 15,0%    |
| Últimas Noticias | 3-mar-2009       | José Mujica    | 44,0%       | 44,0%       | Jorge Larrañaga      | 12,0%    |
| Últimas Noticias | 3-mar-2009       | José Mujica    | 47,0%       | 42,0%       | Luis Alberto Lacalle | 11,0%    |
| MPC Consultores  | Juny-juliol 2009 | José Mujica    | 35,0%       | 42,0%       | Luis Alberto Lacalle | 23,0%    |
| Equipos Mori     | 4 d'agost, 2009  | José Mujica    | 46,0%       | 45,0%       | Luis Alberto Lacalle | 9,0%     |

## Resultats
|   | Candidat                                 | Partit                               | Vots      | %               | Resultat            | Diputats | Senadors |
| 1 | José Mujica                              | Front Ampli (esquerra)               | 1.093.869 | 48,16           | A la segona votació | 50       | 16       |
| 2 | Luis Alberto Lacalle                     | Partit Nacional (dreta)              | 657.327   | 28,94           | A la segona votació | 30       | 9        |
| - | ---------------------------------------- | ------------------------------------ | --------- | --------------- | ------------------- | -------- | -------- |
| 3 | Pedro Bordaberry                         | Partit Colorado (centredreta)        | 383.912   | 16,90           |                     | 17       | 5        |
| 4 | Pablo Mieres                             | Partit Independent (centre)          | 56.156    | 2,47            |                     | 2        | -        |
| 5 | Raúl Rodríguez Leles da Silva            | Assemblea Popular (extrema esquerra) | 14.869    | 0,67            |                     | -        | -        |
|   | Total vots vàlids                        |                                      | 2.253.716 | 100             |                     |          |          |
|   | vots anul·lats                           |                                      | 28.186    | 1,22            |                     |          |          |
|   | vots en blanc                            |                                      | 21.435    | 0,94            |                     |          |          |
|   | total vots                               |                                      | 2.303.33  | 100             |                     |          |          |
|   | total dels votants inscrits a les llstes |                                      | 2.563.397 | 10,42 abstenció | 10,42 abstenció     | 99       | 31       |

### Segona votació
Els resultats van donar la victòria a José Mujica amb el 52,5% dels vots contra el 43,3% del candidat de la dreta Luis Alberto Lacalle; la resta dels vots són anul·lats o en blanc.
El president i el vicepresident elegits són José Mujica i Danilo Astori, els quals assumiran el càrrec l'1 de març del 2010.
|   | Candidat                                  | Partit/ Coalició                | Vots      | %                | Resultat         |
| 1 | José Mujica                               | Front Ampli                     | 1.183.503 | 52,60%           | President        |
| - | ----------------------------------------- | ------------------------------- | --------- | ---------------- | ---------------- |
| 2 | Luis Alberto Lacalle                      | Partit Nacional-Partit Colorado | 974.857   | 43,33%           |                  |
|   | Total vots vàlids                         |                                 | 2.158.360 | 95,93%           |                  |
|   | vots anul·lats                            |                                 | 40.038    | 1,78%            |                  |
|   | vots en blanc                             |                                 | 51.623    | 2,29%            |                  |
|   | total vots                                |                                 | 2.284.547 | 100              |                  |
|   | total dels votants inscrits a les llistes |                                 | 2.563.285 | 10,87% abstenció | 10,87% abstenció |

## Plebiscit

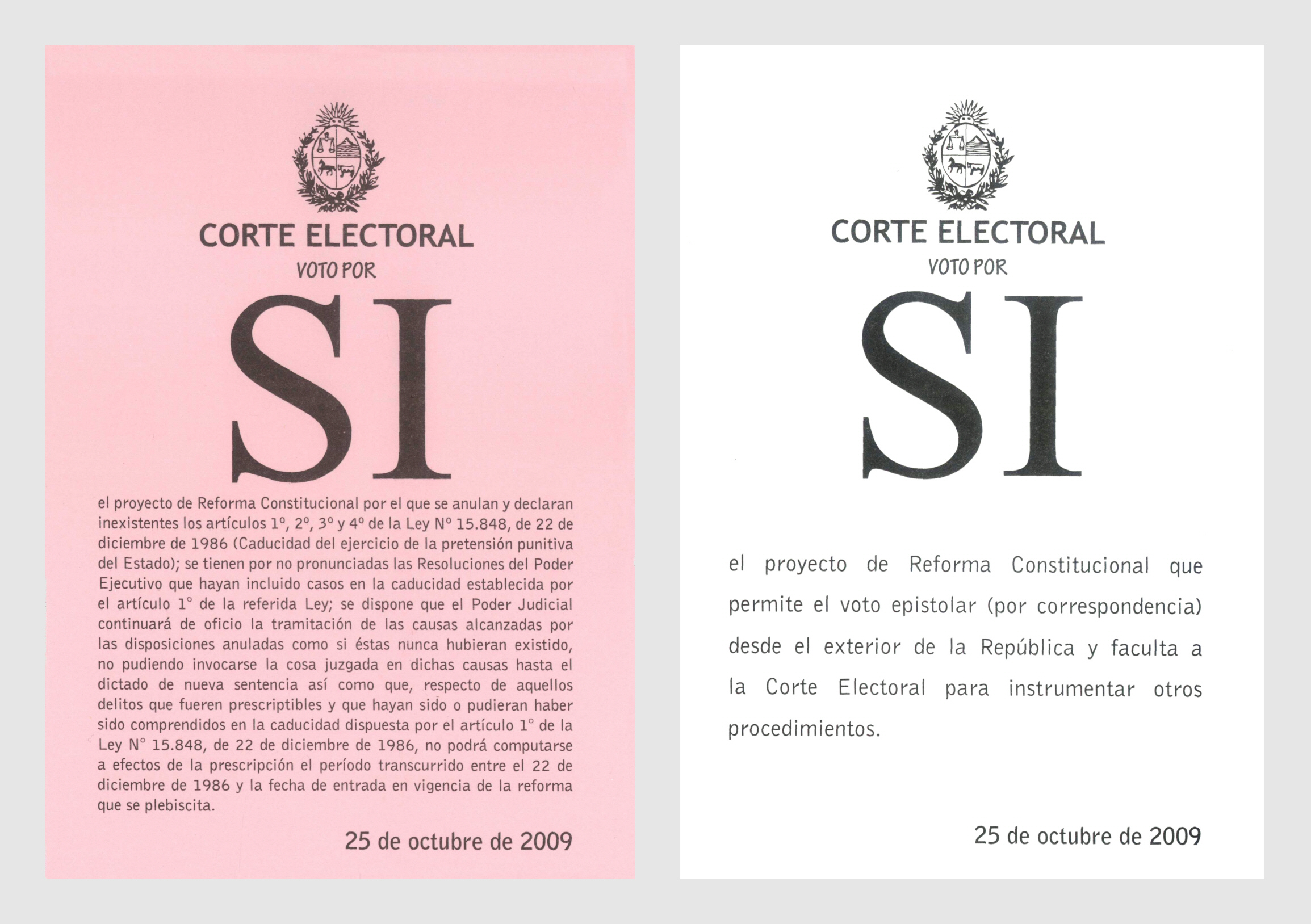
Paperetes rosada i blanca per a votar a favor de l'anul·lació de la llei de Caducitat i habilitar el vot epistolar, respectivament.

Segons establix la Constitució, el dia de les eleccions nacionals poden sotmetre's a vot popular propostes de reformes de la Carta Magna. Aquestes propostes poden ser sotmeses amb una quantitat del 10% del padró electoral: unes 250.000 signatures de ciutadans. També amb el vot del 2/5 de l'Assemblea General. El dia de l'elecció, les persones que acompanyin aquesta iniciativa haurien d'incloure en el sobre de votació la papereta corresponent a l'aprovació de la reforma o de les reformes plebiscitades.
De moment, possiblement dues propostes seran avaluades per la ciutadania a l'octubre del 2009:
- Vot a l'exterior: És un vell anhel de moltes organitzacions socials i de l'esquerra en general, que permetria que els uruguaians residents a l'estranger emetessin el seu vot per carta consular. L'1 d'abril de 2009 l'Assemblea General solament amb el suport dels legisladors del Front Ampli va aprovar sotmetre a plebiscit aquesta proposta.

- Anul·lació de la llei de Caducitat: Aquesta és una llei aprovada els darrers mesos del 1986 en la qual l'Estat renunciava a investigar i a acusar aquells militars i policies qui hagin comès crims contra la humanitat durant la dictadura militar (1973-1985). Entre el 2007 i el 2009 va tenir lloc una campanya per la seva anul·lació, liderada pel PIT-CNT, la FEUU (Federació d'Estudiants Universitaris de l'Uruguai), SERPAJ, el mateix Front Ampli i altres organitzacions socials. El 24 d'abril de 2009 es van aconseguir unes 340.043 signatures que van ser comptabilitzades per la Cort Electoral. El 14 de juny, a les 16:35, el control de les signatures va ser detingut en haver-se arribat a les 258.326 signatures vàlides necessàries.[56][57]

|   | Plebiscit                      | Vots      | %     | Resultat    |
| - | ------------------------------ | --------- | ----- | ----------- |
| 1 | Habilitar el vot a l'estranger | 856.412   | 38    | No s'aprova |
| 2 | Anu·lar la llei de caducitat   | 1.081.783 | 48,03 | No s'aprova |